# آناتومی یک ناپدیدشدن
آناتومی یک ناپدیدشدن (انگلیسی: Anatomy of a Disappearance) دومین رمان نویسنده لیبیایی، هشام مطر است که توسط انتشارات وایکینگ و تحت مجموعه کتاب‌های پنگوئن در سال ۲۰۱۱ منتشر شده‌است.

## نقدها
- گاردین - هرمیون لی
- ایندیپندنت -دیوید ماتین
- دیلی میل - کلر کولوین
- فایننشیال تایمز - آنگل گوریا-کوئینتانا
- نشنال - لوکه کنراد
- آبزرور - تیم ادامز